# James Harrington
James Harrington (także Harington; ur. 3 stycznia 1611 w Upton, zm. 11 września 1677 w Westminster) – angielski pisarz, publicysta i filozof.

## Życie
Niezależne źródła dotyczące życia Harringtona są skąpe, a większość wiadomości na jego temat pochodzi z jego opublikowanych dzieł.
Urodził się w rodzinie arystokratycznej, związanej z monarchią, jako najstarszy syn sir Sapcote'a Harringtona z Rand w Lincolnshire. Pomimo spędzenia tylko dwóch, trzech lat na nauce w Kolegium Trójcy Świętej Uniwersytetu Oksfordzkiego cechował się szeroką wiedzę literacką i historyczną oraz znał kilka języków . W 1631 został członkiem Middle Temple.
W latach trzydziestych XVII w. podróżował po kontynencie europejskim. Szczególne wrażenie wywarły na nim Wenecja i Niderlandy, a obserwacje tamtejszych instytucji ustrojowych miały duże znaczenie w jego piśmiennictwie. Służył również w angielskim oddziale wchodzącym w skład wojsk elektora Palatynatu Karola Ludwika Wittelsbacha .

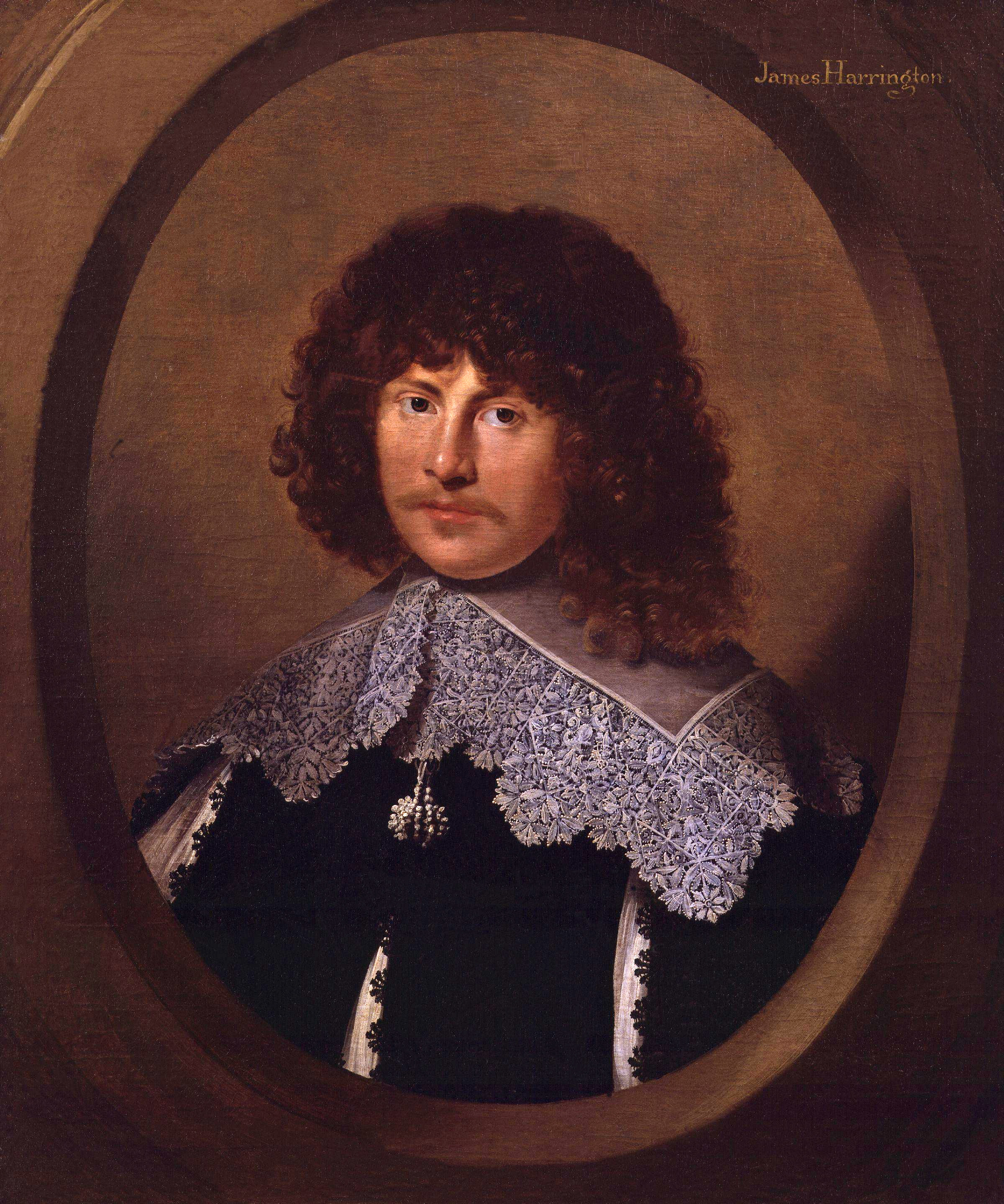
James Harrington ok. 1635. Artysta nieznany

Po powrocie do Anglii został członkiem dworu Karola I Stuarta. Wszedł w skład jego Tajnej Rady, choć nie brał czynnego udziału w życiu publicznym. Miał sympatie republikańskie, natomiast król coraz bardziej skłaniał się ku rządom absolutystycznym. Istnieje też (niepotwierdzony bezpośrednio) przekaz, że Karol zwykł z nim dyskutować formy ustrojowe, nie znosił jednak wspominania republikanizmu. Zaogniający się konflikt pomiędzy królem a parlamentem sprawiał, że kwestie te miały bardzo duże znaczenie polityczne. W 1639 towarzyszył królowi w wyprawie do zbuntowanej w powstaniu Szkocji (wojny biskupie). Gdy w 1642 wybuchła angielska wojna domowa, Harrington starał bezskutecznie mediować między królem a zbuntowanym parlamentem. Towarzyszył Karolowi I (jako Groom of the Bedchamber) podczas jego uwięzienia (1647–1649).
Po egzekucji Karola I (1649) wycofał się w życie prywatne i zajął się pisaniem Oceany (publikacja w 1656) . Dzieło spotkało się ze znacznym i różnorodnym odzewem. W ciągu kilku następnych lat Harrington napisał jeszcze kilka drobniejszych utworów.
W 1661, za rządów Karola II, został uwięziony w związku z jednym ze spisków. W więzieniu w Plymouth podupadł na zdrowiu i załamał się psychicznie. Do końca życia cierpiał z tego powodu. Został wypuszczony z więzienia w 1662 i osiadł w Westminster, gdzie zmarł w 1677 .

## Filozofia polityczna
Harrington jest jednym z najbardziej znanych przedstawicieli nowożytnego republikanizmu. Idee republikańskie stały się żywe w okresie angielskiej wojny domowej i były szeroko dyskutowane wśród przeciwników monarchii Stuartów. Harrington był jednym z ważnych głosów w tej dyskusji, obok takich autorów jak Thomas Hobbes (Lewiatan, 1651), Marchamont Nedham (The Case of the Commonwealth of England Staled, 1650 i The Excellency of a Free State, 1656), Henry Vane (A Healing Question, 1656), Richard Baxter (A Holy Commonwealth, 1659) czy John Milton (The Ready and Easy Way to Establish a Free Commonwealth, 1660).
Główne dzieło Harringtona, The Commonwealth of Oceana (z ang. Rzeczpospolita Oceany), opisuje idealną i stabilną republikę. Jako takie jest jednym z wczesnych przykładów nowożytnej literatury utopijnej. Nie jest to jednak obraz idealistyczny. Autor stara się odpowiedzieć na pytanie o przyczyny niestabilności politycznej w jego kraju i znaleźć źródła stabilności ustroju politycznego . J.G.A. Pocock wskazuje, że znaczenie Oceany polega właśnie na tym, że jako pierwsza starała się opisać faktyczne podstawy władzy politycznej, opisała angielską wojnę domową jako rewolucję i starała się podać jej źródła. Rewolucja angielska jest u Harringtona rezultatem erozji podstaw władzy politycznej i przejawem zastępowania starego porządku władzy przez nowy.
Oceana odwoływała się do republikanizmu Machiavellego przedstawionego w Rozważaniach nad pierwszym dziesięcioksięgiem historii Rzymu Tytusa Liwiusza. Harrington chwali Machiavella za jego realizm w podejściu do kwestii politycznych, zauważa jednak, że nie był on w nim konsekwentny. Teoria Harringtona miała być ściśle empiryczna, tzn. opierać się na obserwowalnych zjawiskach. Takie pojęcia Machiavellego jak virtù, cnota czy zepsucie zostały przez Harringtona uznane za pozbawione znaczenia . Z kolei od Hobbesa autor przejął podejście mechanicystyczne do polityki. Poszukiwał racjonalnych i bezwyjątkowych prawa rządzących sferą polityczną, zapewniających pomyślność i potęgę państwom. W przeciwieństwie jednak do Hobbesa unikał psychologizmu, sięgając po analizę procesów historycznych i wywodząc władzę nie z umowy społecznej, ale ekonomicznej struktury społeczeństwa.
Pomimo tego, że Harrington był zwolennikiem republiki jako ustroju najlepszego i najbliższego wskazaniom rozumu, w swojej analizie kładł nacisk na stabilność ustrojową. Poszukując socjologicznych podstaw stabilności poszczególnych ustrojów politycznych, Harrington odnajduje je w strukturze własności (przede wszystkim ziemskiej) w danym państwie, którą nazywa „bilansem własności” (balance of property). Z kolei system rządów określa on mianem „nadbudowy” (suprastructure).
Stabilne rządy opierają się na dominującej klasie właścicieli. Monarchia absolutna to ustrój, gdzie władza polityczna i ekonomiczna zgromadzone są w jednym ręku i gdzie władca kontroluje 3/4 własności. Tam, gdzie nieliczna grupa kontroluje 3/4 własności, stabilnym ustrojem będzie arystokracja lub monarchia mieszana (król dzieli się władzą z arystokracją). Jeśli własność jest rozproszona, to takim ustrojem będzie republika (Commonwealth). Stabilność republiki opiera się na klasie średniej, czyli licznej grupie posiadaczy ziemskich, znajdującej się pomiędzy wielkoobszarową arystokracją, a nieposiadającym nic ludem .
W odróżnieniu od innych pisarzy, takich jak Polibiusz czy Machiavelli, którzy wiązali zmiany ustrojowe z wadami ludzkich charakterów lub psuciem się cnoty w społeczeństwie, Harrington widział ustroje jako potencjalnie stabilne tak długo, jak tylko stabilny jest bilans własności. Rewolucja angielska była jego zdaniem wynikiem nieuwzględnienia przez rządzących rzeczywistych stosunków własnościowych. Struktura ekonomiczna Anglii powinna być odzwierciedlona w formie ustroju republikańskiego. Wbrew opiniom współczesnych autorów uważał też, że stabilne republiki są możliwe.
W celu zapewnienia takich stabilnych republikańskich rządów Harrington postulował przeprowadzenie reformy rolnej (stworzenia prawa agrarnego) polegającej na częściowej redystrybucji własności ziemskiej. Autor przedstawia w Oceanii plan budowy instytucji politycznych, takich jak podziału kraju na okręgi, praw politycznych, instytucji przedstawicielskich). Panować miała w niej wolność religijna, a kościół miał być podporządkowany parlamentowi (erastianizm). Oceana była państwem idealnym, o rozumnych instytucjach będących wzorem dla innych krajów. To z rozumności i sprawiedliwości jej ustroju miała płynąć jej legitymizacja, a nie, jak w większości ówczesnych koncepcji politycznych, z prawa natury czy przyrodzonych praw podmiotowych.

## Wpływ
Oceana Harringtona zawiera projekt instytucji republikańskich, który miał duży wpływ na kształtowanie się angielskiego i amerykańskiego konstytucjonalizmu. Angielscy republikanie epoki restauracji (Henry Vane, William Sprigge, Henry Stube) czerpali inspiracje z Harringtona, jednocześnie odrzucając jej arystokratyczne i procromwellowskie elementy.
Myśl Harringtona była szczególnie wpływowa wśród amerykańskich Ojców założycieli (np. Thomas Jefferson). Odniesienia do niej można też odnaleźć u późniejszych amerykańskich prezydentów, np. u Theodore'a Roosevelta i Woodrowa Wilsona. Późniejsi konstytucjonaliści uznali w koncepcjach Harringtona jedną z pierwszych koncepcji podziału władzy: na władzę ustawodawczą i wykonawczą, wyraźnie rozdzielonych instytucjonalnie i ograniczonych w swoich kompetencjach.

## Dzieła
- 1656 The Commonwealth of Oceana;
- 1657 The Prerogative of Popular Government;
- 1659 The Art of Lawgiving;
- (nieukończony, prace od ok. 1661[22]) A System of Politics;
- (nieopublikowany za życia, prace od 1662[8]) The Mechanics of Nature